# L'erba del vicino è sempre più verde (film)
L'erba del vicino è sempre più verde (The Grass is Greener) è un film del 1960 diretto da Stanley Donen.

## Trama
Victor e Hilary Rhyall, una coppia di nobili inglesi un tempo benestanti, sono obbligati ad aprire al pubblico il loro castello e a organizzarvi visite guidate, al fine di sostentare le proprie finanze. Fra i visitatori capita un giorno il milionario statunitense Charles Delacro, che s'innamora all'istante della padrona di casa. Fortemente attratta dallo straniero, Hilary lo raggiunge a Londra con una scusa. Victor, contrario a scenate di gelosia, mette in atto un intelligente stratagemma per riconquistare la moglie: sfida il rivale a duello per farsi deliberatamente ferire da lui e riottenere l'affetto di Hilary. Con la complicità del maggiordomo Sellers e dell'amica Hattie, un'amabile svampita, Victor riesce nell'intento e riconquista la moglie, mentre Delacro lascia definitivamente il castello in compagnia di Hattie.

## Produzione
È il terzo film in cui Cary Grant recita insieme a Deborah Kerr. Precedentemente avevano già lavorato in coppia in La sposa sognata (1953) e Un amore splendido (1957).
I titoli di testa sono stati ideati da Maurice Binder che, due anni più tardi, avrebbe dato inizio al suo leggendario legame con la serie di James Bond.
Originariamente Cary Grant rifiutò il ruolo di Victor, dopodiché la parte fu offerta al suo amico Rex Harrison che accettò. Tuttavia, appena prima dell'inizio delle riprese, la moglie di Harrison, l'attrice Kay Kendall, si ammalò gravemente ed egli fu costretto ad abbandonare la produzione per starle accanto. Grant, per rispetto nei confronti del cast tecnico e dei colleghi attori, e per far procedere le riprese nei tempi previsti, decise infine di accettare la parte.
Le riprese del film si sono svolte nella villa di Osterley Park.

## Distribuzione
Negli Stati Uniti, il film fu distribuito dalla Universal Pictures. Venne presentato in prima a New Orleans il 23 dicembre 1960 in contemporanea all'uscita a New York.
In Italia fu distribuito in sala il 28 febbraio 1961

## Accoglienza
Il film ebbe tiepide accoglienze in Inghilterra, fu sostanzialmente un flop negli Stati Uniti ed ebbe successo soprattutto nei paesi non anglosassoni.